# Brinks-stöten
Brinks-stöten (originaltitel: The Brink's Job) är en amerikansk komedifilm från 1978 av William Friedkin med Peter Falk och Peter Boyle m.fl. i rollerna.
Filmen blev nominerad till en Oscar för bästa scenografi (Dean Tavoularis, Angelo P. Graham och George R. Nelson).

## Handling
Tony Pino är en smågangster som försörjer sig på smårån men han, liksom hans kumpaner, drömmer hela tiden om den stora stöten. Efter att ha upptäckt att säkerheten hos en värdedepå är mycket bristfällig börjar de planera århundradets brott. Att råna Brinks värdetransport utan att åka fast!

## Skådespelare (i urval)
- Peter Falk - Tony Pino
- Peter Boyle - Joe McGinnis
- Allen Garfield - Vinnie Costa (krediterad som Allen Goorwitz)
- Gena Rowlands - Mary Pino
- Warren Oates - Specs O'Keefe
- Paul Sorvino - Jazz Maffie